# James Maclennan
James Maclennan (* 17. März 1833 in Lancaster, Oberkanada; † 9. Juni 1915) war ein kanadischer Politiker der Liberalen Partei und Jurist, der zwischen 1874 und 1875 mit Unterbrechungen Mitglied des Unterhauses von Kanada sowie von 1905 bis zu seinem Rücktritt 1909 Richter am Obersten Gerichtshof von Kanada war.

## Leben
Maclennan, Sohn von Roderick Maclennan und Mary Macpherson, begann nach dem Schulbesuch ein grundständiges Studium an der Queen’s University, das er 1849 mit einem Bachelor of Arts (B.A.) beendete. Danach blieb er in Kingston und schrieb sich 1851 als Student der Rechtswissenschaften bei der Rechtsgesellschaft von Oberkanada (Law Society of Upper Canada) ein. 1854 begann er ein damals übliches Studium der Rechtswissenschaften in der Anwaltskanzlei von Alexander Campbell, dem früheren Partner von John Macdonald. Nach seiner anwaltlichen Zulassung ließ er sich 1857 zunächst als Rechtsanwalt in Hamilton nieder, ehe er 1859 gemeinsam mit Oliver Mowat in Toronto die Kanzlei Mowat, Maclennan & Downey gründete.
Am 22. Januar 1874 wurde Maclennan als Kandidat der Liberalen Partei im Wahlkreis Victoria North zum Mitglied des Unterhauses von Kanada gewählt. Allerdings wurde diese Wahl am 10. November 1874 für ungültig erklärt. Bei der dadurch notwendig gewordenen Nachwahl wurde er am 22. Dezember 1874 wieder zum Mitglied des Unterhauses gewählt. Nachdem auch diese Wahl ungültig erklärt worden war, schied er am 17. September 1875 aus dem Unterhaus aus. Bei der regulären Wahl bewarb er sich am 17. September 1878 abermals im Wahlkreis Victoria North für die Liberale Partei, unterlag aber diesmal seinem politischen Gegner.
Im Anschluss widmete sich Maclennan wieder seiner anwaltlichen Tätigkeit, ehe er 1888 zum Richter am Berufungsgericht der Provinz Ontario (Ontario Court of Appeal) ernannt wurde und dieses Amt 17 Jahre lang bis 1905 bekleidete. Am 5. Oktober 1905 erfolgte seine Berufung zum Richter am Obersten Gerichtshof von Kanada durch Premierminister Wilfrid Laurier. Er gehörte dem Obersten Gerichtshof bis zu seinem Rücktritt am 13. Februar 1909 an.